# قبل الحاضر
قبل الحاضر  (بالإنجليزية: Before Present) (BP)، تأريخ في علم الآثار والجيولوجيا وعلوم أخرى، لتحديد أحداث ووقائع في الماضي. تعدّ سنة 1950م نقطة الحاضر، أي سنة الصفر في هذا التأريخ. فتكون، مثلا، 1500 سنة قبل الحاضر BP Before Present، هي 1500 سنة قبل سنة 1950م، فهي تقابل إذن سنة 450 م.
تم اختيار سنة 1950 م لتكون بداية التأريخ من الحاضر، بسبب تطبيق واعتماد تقنية التأريخ بنظير الكربون المشع (C 14) في تلك السنة، مع أن أولى الاختبارات الناجحة لهذه التقنية كانت في عام 1949م.

## الإستعمال
يستخدم مقياس قبل الحاضر BP أحيانًا للتواريخ المحددة بوسائل أخرى غير التأريخ بالكربون المشع ، مثل التأريخ حسب طبقات الأرض. [ يختلف هذا الاستخدام عن توصية van der Plicht & Hogg ، [6] متبوعة بمراجعات العلوم الرباعية ، [7] [8] وكلاهما طلب أن تستخدم المنشورات الوحدة "a" (لـ "annum" ، اللاتينية لـ "year") واحتفظ بالمصطلح "BP" لتقديرات الكربون المشع.
يستخدم بعض علماء الآثار الأحرف الصغيرة bp و bc و ad كمصطلحات لتواريخ لم تتم معايرتها لهذه العصور.

## المعايرة
يعتمد التأريخ بالكربون المشع باستخدام طريقة الكربون المشع على النسبة بين نظائر الكربون- 14 و الكربون-12 . كيفية تكون الكربون-14: في الغلاف الجوي ، وتحت الإشعاع الشمسي ، يحدث أن يلتقط النيتروجين نيوترونا ويتحول إلى كربون -14 ، وهي التي تتحلل مرة أخرى بعمر نصف يبلغ 5730 عامًا. هناك أيضًا النظير المستقر 13C. ويتم دمج جميع النظائر الثلاثة في جميع الكائنات الحية عن طريق التمثيل الضوئي للنباتات من خلال التمثيل الغذائي. عندما يموت الكائن الحي ، ينتهي التمثيل الغذائي ، وعلى وجه الخصوص ، لا يتم امتصاص ذرات كربون 14 جديدة في الكائن الحي. نظرًا لأن النظير المشع 14C يتحلل مع نصف عمره المميز ، فإن نسبته مقارنة بالنظير المستقر 12C تنخفض أضعافًا مضاعفة بمرور الوقت.
نظرًا لأن معدل إنتاج الكربون -14 في الغلاف الجوي وبالتالي النسبة بين النظائر لم تكن ثابتة على مدى آلاف السنين كما تم تغييرها بشكل مصطنع من قبل البشر أثناء تجارب الأسلحة النووية ، فإن حساب وقت الاضمحلال لا ينتج عنه السنوات التقويمية الحقيقية . بدلاً من ذلك ، يجب تصحيح النتيجة باستخدام منحنى النسبة النظرية مقابل الوقت الذي تم الحصول عليه بطرق أخرى. يسمى هذا التصحيح بالمعايرة ، ويتم تحديد التأريخ المصحح تقنيًا على أنه cal BP أي "قبل الحاضر معايرة" . وتعين منحنيات المعايرة باستخدام طرق تأريخ أخري تجمع من طبقات الجليد والفترات الجيولوجية والكربون الموجود في مواد غير عضوية ، وخاصة الصخور ، كلها تعمل كطرق للحصول على منحنيات المعايرة.

## تعيين العمر
ISO 8601

انحراف المعايرة عن المعلومات غير المعايرة.

يتم تحديد التواريخ والسنين وفقًا لمعيار ISO 8601 الملزم دوليًا n. Chr. تم تسليمها للتمييز بين السنوات قبل وبعد بداية العصر المسيحي ، على سبيل المثال في ألمانيا وفقًا لـمعيار DIN 1355 من عام 1975.
الاختصار AP ، بالإنجليزية لـ after present (يتوافق مع "after 1950") ، نادرًا ما يوجد في الأعمال الجيوفيزيائية.
يوصى بتحديد الوقت قبل اليوم بشكل خاص للحالات التي لا تلعب فيها المرجعين 1950 أو 2000 دورًا ، على سبيل المثال المؤشرات الجيولوجية " 100.000 سنة قبل اليوم".

## التحويل
يتم التحويل من سنوات التقويم الغريغوري إلى سنوات ما قبل الحاضر من خلال البدء بفترة 01-01-1950 من التقويم الغريغوري وزيادة عدد سنوات ما قبل الحاضر مع كل سنة في الماضي من ذلك التاريخ الغريغوري.
على سبيل المثال، 1000 قبل الحاضر يتوافق مع 950 م، 1949 قبل الحاضر يتوافق مع 1 م، 1950 قبل الحاضر يتوافق مع 1 قبل الميلاد، 2000 قبل الحاضر يتوافق مع 51 قبل الميلاد.
| السنة الميلادية  | سنة قبل الحاضر   | الحدث |
| ---------------- | ---------------- | --- |
| 9701 قبل الميلاد | 11650 قبل الحاضر | نهاية العصر البلستوسيني وبداية العصر الهولوسيني |
| 4714 قبل الميلاد | 6663 قبل الحاضر  | العصر لنظام اليوم الجولياني: يبدأ اليوم الجولياني 0 عند جرينتش ظهر يوم 1 يناير 4713 قبل الميلاد وفقًا لـ التقويم الجولياني السابق، والذي يوافق 24 نوفمبر 4714 قبل الميلاد وفقًا لـ التقويم الغريغوري السابق |
| 2251 قبل الميلاد | 4200 قبل الحاضر  | بداية عصر ميغالايا، المرحلة الحالية والأحدث من المراحل الثلاث في عصر الهولوسين |
| 45 قبل الميلاد   | 1994 قبل الحاضر  | مقدمة لـ التقويم الجولياني |
| 1 قبل الميلاد    | 1950 قبل الحاضر  | السنة صفر وفقًا لـ أيزو 8601 |
| 1 م              | 1949 قبل الحاضر  | بداية العصر المشترك والسنة الميلادية، وفقًا لتقدير ديونيسيوس لـتجسد المسيح |
| 1582 م           | 368 قبل الحاضر   | مقدمة التقويم الغريغوري |
| 1950 م           | 0000 بعد الحاضر  | العصر لنظام تأريخ ما قبل الحاضر |
| 2025 م           | 0075 بعد الحاضر  | السنة الحالية |

قالب:قائمة الملاحظات

## الالفيات قبل الحاضر. (ق.ح)
1. الألف الأول ق.ح: 1950 م - 950 م
2. الألف الثاني ق.ح: 951 م - 1950 ق.م
3. الألف الثالث ق.ح: 1951 ق.م - 2950 ق.م
4. الألف الرابع ق.ح: 2951 ق.م - 3950 ق.م
5. الألف الخامس ق.ح: 3951 ق.م - 4950 ق.م
6. الألف السادس ق.ح: 4951 ق.م - 5950 ق.م
7. الألف السابع ق.ح: 5951 ق.م - 6950 ق.م
8. الألف الثامن ق.ح: 6951 ق.م - 7950 ق.م
9. الألف التاسع ق.ح: 7951 ق.م - 8950 ق.م
10. الألف العاشر ق.ح: 8951 ق.م - 9950 ق.م
11. الألف الحادي عشر ق.ح: 9951 ق.م - 10,950 ق.م
12. الألف الثاني عشر ق.ح: 10,951 ق.م - 11,950 ق.م
13. الألف الثالث عشر ق.ح: 11,951 ق.م - 12,950 ق.م
14. الألف الرابع عشر ق.ح: 12,951 ق.م - 13,950 ق.م
15. الألف الخامس عشر ق.ح: 13,951 ق.م - 14,950 ق.م
16. الألف السادس عشر ق.ح: 14,951 ق.م - 15,950 ق.م
17. الألف السابع عشر ق.ح: 15,951 ق.م - 16,950 ق.م
18. الألف الثامن عشر ق.ح: 16,951 ق.م - 17,950 ق.م
19. الألف التاسع عشر ق.ح: 17,951 ق.م - 18,950 ق.م
20. الألف العشرين ق.ح: 18,951 ق.م - 19,950 ق.م
21. الألف الواحد والعشرون ق.ح: 19,951 ق.م - 20,950 ق.م
22. الألف الثاني والعشرون ق.ح: 20,951 ق.م - 21,950 ق.م
23. الألف الثالث والعشرون ق.ح: 21,951 ق.م - 22,950 ق.م
24. الألف الرابع والعشرون ق.ح: 22,951 ق.م - 23,950 ق.م
25. الألف الخامس والعشرون ق.ح: 23,951 ق.م - 24,950 ق.م
26. الألف السادس والعشرون ق.ح: 24,951 ق.م - 25,950 ق.م
27. الألف السابع والعشرون ق.ح: 25,951 ق.م - 26,950 ق.م
28. الألف الثامن والعشرون ق.ح: 26,951 ق.م - 27,950 ق.م
29. الألف التاسع والعشرون ق.ح: 27,951 ق.م - 28,950 ق.م
30. الألف الثلاثون ق.ح: 28,951 ق.م - 29,950 ق.م
31. الألف والواحد والثلاثون ق.ح: 29,951 ق.م - 30,950 ق.م
32. الألف والثاني والثلاثون ق.ح: 30,951 ق.م - 31,950 ق.م
33. الألف والثالث والثلاثون ق.ح: 31,951 ق.م - 32,950 ق.م
34. الألف والرابع والثلاثون ق.ح: 32,951 ق.م - 33,950 ق.م
35. الألف والخامس والثلاثون ق.ح: 33,951 ق.م - 34,950 ق.م
36. الألف والسادس والثلاثون ق.ح: 34,951 ق.م - 35,950 ق.م
37. الألف والسابع والثلاثون ق.ح: 35,951 ق.م - 36,950 ق.م
38. الألف والثامن والثلاثون ق.ح: 36,951 ق.م - 37,950 ق.م
39. الألف والتاسع والثلاثون ق.ح: 37,951 ق.م - 38,950 ق.م
40. الألف والأربعون ق.ح: 38,951 ق.م - 39,950 ق.م
41. الألف والواحد والأربعون ق.ح: 39,951 ق.م - 40,950 ق.م
42. الألف والثاني والأربعون ق.ح: 40,951 ق.م - 41,950 ق.م
43. الألف والثالث والأربعون ق.ح: 41,951 ق.م - 42,950 ق.م
44. الألف والرابع والأربعون ق.ح: 42,951 ق.م - 43,950 ق.م
45. الألف والخامس والأربعون ق.ح: 43,951 ق.م - 44,950 ق.م
46. الألف والسادس والأربعون ق.ح: 44,951 ق.م - 45,950 ق.م
47. الألف والسابع والأربعون ق.ح: 45,951 ق.م - 46,950 ق.م
48. الألف والثامن والأربعون ق.ح: 46,951 ق.م - 47,950 ق.م
49. الألف والتاسع والأربعون ق.ح: 47,951 ق.م - 48,950 ق.م
50. الألف والخمسون ق.ح: 48,951 ق.م - 49,950 ق.م
51. الألف والواحد والخمسون ق.ح: 49,951 ق.م - 50,950 ق.م

## الالفيات بعد الحاضر. (ح)
1. الألف الأول ح: م 1950 إلى م 2950
2. الألف الثاني ح: م 2951 إلى م 3950
3. الألف الثالث ح: م 3951 إلى م 4950
4. الألف الرابع ح: م 4951 إلى م 5950
5. الألف الخامس ح: م 5951 إلى م 6950
6. الألف السادس ح: م 6951 إلى م 7950
7. الألف السابع ح: م 7951 إلى م 8950
8. الألف الثامن ح: م 8951 إلى م 9950
9. الألف التاسع ح: م 9951 إلى م 10,950
10. الألف العاشر ح: م 10,951 إلى م 11,950
11. الألف الحادي عشر ح: م 11,951 إلى م 12,950
12. الألف الثاني عشر ح: م 12,951 إلى م 13,950
13. الألف الثالث عشر ح: م 13,951 إلى م 14,950
14. الألف الرابع عشر ح: م 14,951 إلى م 15,950
15. الألف الخامس عشر ح: م 15,951 إلى م 16,950
16. الألف السادس عشر ح: م 16,951 إلى م 17,950
17. الألف السابع عشر ح: م 17,951 إلى م 18,950
18. الألف الثامن عشر ح: م 18,951 إلى م 19,950
19. الألف التاسع عشر ح: م 19,951 إلى م 20,950
20. الألف العشرون ح: م 20,951 إلى م 21,950
21. الألف الحادي والعشرون ح: م 21,951 إلى م 22,950
22. الألف الثاني والعشرون ح: م 22,951 إلى م 23,950
23. الألف الثالث والعشرون ح: م 23,951 إلى م 24,950
24. الألف الرابع والعشرون ح: م 24,951 إلى م 25,950
25. الألف الخامس والعشرون ح: م 25,951 إلى م 26,950
26. الألف السادس والعشرون ح: م 26,951 إلى م 27,950
27. الألف السابع والعشرون ح: م 27,951 إلى م 28,950
28. الألف الثامن والعشرون ح: م 28,951 إلى م 29,950
29. الألف التاسع والعشرون ح: م 29,951 إلى م 30,950
30. الألف الثلاثون ح: م 30,951 إلى م 31,950
31. الألف الحادي والثلاثون ح: م 31,951 إلى م 32,950
32. الألف الثاني والثلاثون ح: م 32,951 إلى م 33,950
33. الألف الثالث والثلاثون ح: م 33,951 إلى م 34,950
34. الألف الرابع والثلاثون ح: م 34,951 إلى م 35,950
35. الألف الخامس والثلاثون ح: م 35,951 إلى م 36,950
36. الألف السادس والثلاثون ح: م 36,951 إلى م 37,950
37. الألف السابع والثلاثون ح: م 37,951 إلى م 38,950
38. الألف الثامن والثلاثون ح: م 38,951 إلى م 39,950
39. الألف التاسع والثلاثون ح: م 39,951 إلى م 40,950
40. الألف الأربعون ح: م 40,951 إلى م 41,950
41. الألف الحادي والأربعون ح: م 41,951 إلى م 42,950
42. الألف الثاني والأربعون ح: م 42,951 إلى م 43,950
43. الألف الثالث والأربعون ح: م 43,951 إلى م 44,950
44. الألف الرابع والأربعون ح: م 44,951 إلى م 45,950
45. الألف الخامس والأربعون ح: م 45,951 إلى م 46,950
46. الألف السادس والأربعون ح: م 46,951 إلى م 47,950
47. الألف السابع والأربعون ح: م 47,951 إلى م 48,950
48. الألف الثامن والأربعون ح: م 48,951 إلى م 49,950
49. الألف التاسع والأربعون ح: م 49,951 إلى م 50,950
50. الألف الخمسون ح: م 50,951 إلى م 51,950
51. الألف الحادي والخمسون ح: م 51,951 إلى م 52,950

## القرون قبل الحاضر. (ق.ح)
1. القرن الأول ق.ح: 1950 م - 1851 م
2. القرن الثاني ق.ح: 1850 م - 1751 م
3. القرن الثالث ق.ح: 1750 م - 1651 م
4. القرن الرابع ق.ح: 1650 م - 1551 م
5. القرن الخامس ق.ح: 1550 م - 1451 م
6. القرن السادس ق.ح: 1450 م - 1351 م
7. القرن السابع ق.ح: 1350 م - 1251 م
8. القرن الثامن ق.ح: 1250 م - 1151 م
9. القرن التاسع ق.ح: 1150 م - 1051 م
10. القرن العاشر ق.ح: 1050 م - 951 م
11. القرن الحادي عشر ق.ح: 950 م - 851 م
12. القرن الثاني عشر ق.ح: 850 م - 751 م
13. القرن الثالث عشر ق.ح: 750 م - 651 م
14. القرن الرابع عشر ق.ح: 650 م - 551 م
15. القرن الخامس عشر ق.ح: 550 م - 451 م
16. القرن السادس عشر ق.ح: 450 م - 351 م
17. القرن السابع عشر ق.ح: 350 م - 251 م
18. القرن الثامن عشر ق.ح: 250 م - 151 م
19. القرن التاسع عشر ق.ح: 150 م - 51 م
20. القرن العشرون ق.ح: 50 م - 51 ق.م
21. القرن الحادي والعشرون ق.ح: 50 ق.م - 151 ق.م
22. القرن الثاني والعشرون ق.ح: 150 ق.م - 251 ق.م
23. القرن الثالث والعشرون ق.ح: 250 ق.م - 351 ق.م
24. القرن الرابع والعشرون ق.ح: 350 ق.م - 451 ق.م
25. القرن الخامس والعشرون ق.ح: 450 ق.م - 551 ق.م
26. القرن السادس والعشرون ق.ح: 550 ق.م - 651 ق.م
27. القرن السابع والعشرون ق.ح: 650 ق.م - 751 ق.م
28. القرن الثامن والعشرون ق.ح: 750 ق.م - 851 ق.م
29. القرن التاسع والعشرون ق.ح: 850 ق.م - 951 ق.م
30. القرن الثلاثون ق.ح: 950 ق.م - 1051 ق.م
31. القرن الحادي والثلاثون ق.ح: 1050 ق.م - 1151 ق.م
32. القرن الثاني والثلاثون ق.ح: 1150 ق.م - 1251 ق.م
33. القرن الثالث والثلاثون ق.ح: 1250 ق.م - 1351 ق.م
34. القرن الرابع والثلاثون ق.ح: 1350 ق.م - 1451 ق.م
35. القرن الخامس والثلاثون ق.ح: 1450 ق.م - 1551 ق.م
36. القرن السادس والثلاثون ق.ح: 1550 ق.م - 1651 ق.م
37. القرن السابع والثلاثون ق.ح: 1650 ق.م - 1751 ق.م
38. القرن الثامن والثلاثون ق.ح: 1750 ق.م - 1851 ق.م
39. القرن التاسع والثلاثون ق.ح: 1850 ق.م - 1951 ق.م
40. القرن الأربعون ق.ح: 1950 ق.م - 2051 ق.م
41. القرن الحادي والأربعون ق.ح: 2050 ق.م - 2151 ق.م
42. القرن الثاني والأربعون ق.ح: 2150 ق.م - 2251 ق.م
43. القرن الثالث والأربعون ق.ح: 2250 ق.م - 2351 ق.م
44. القرن الرابع والأربعون ق.ح: 2350 ق.م - 2451 ق.م
45. القرن الخامس والأربعون ق.ح: 2450 ق.م - 2551 ق.م
46. القرن السادس والأربعون ق.ح: 2550 ق.م - 2651 ق.م
47. القرن السابع والأربعون ق.ح: 2650 ق.م - 2751 ق.م
48. القرن الثامن والأربعون ق.ح: 2750 ق.م - 2851 ق.م
49. القرن التاسع والأربعون ق.ح: 2850 ق.م - 2951 ق.م
50. القرن الخمسين ق.ح: 2950 ق.م - 3051 ق.م
51. القرن الحادي والخمسين ق.ح: 3050 ق.م - 3151 ق.م

## القرون بعد الحاضر. (ح)
1. القرن 1 بعد الحاضر: 1950 م - 2050 م
2. القرن 2 بعد الحاضر: 2051 م - 2150 م
3. القرن 3 بعد الحاضر: 2151 م - 2250 م
4. القرن 4 بعد الحاضر: 2251 م - 2350 م
5. القرن 5 بعد الحاضر: 2351 م - 2450 م
6. القرن 6 بعد الحاضر: 2451 م - 2550 م
7. القرن 7 بعد الحاضر: 2551 م - 2650 م
8. القرن 8 بعد الحاضر: 2651 م - 2750 م
9. القرن 9 بعد الحاضر: 2751 م - 2850 م
10. القرن 10 بعد الحاضر: 2851 م - 2950 م
11. القرن 11 بعد الحاضر: 2951 م - 3050 م
12. القرن 12 بعد الحاضر: 3051 م - 3150 م
13. القرن 13 بعد الحاضر: 3151 م - 3250 م
14. القرن 14 بعد الحاضر: 3251 م - 3350 م
15. القرن 15 بعد الحاضر: 3351 م - 3450 م
16. القرن 16 بعد الحاضر: 3451 م - 3550 م
17. القرن 17 بعد الحاضر: 3551 م - 3650 م
18. القرن 18 بعد الحاضر: 3651 م - 3750 م
19. القرن 19 بعد الحاضر: 3751 م - 3850 م
20. القرن 20 بعد الحاضر: 3851 م - 3950 م
21. القرن 21 بعد الحاضر: 3951 م - 4050 م
22. القرن 22 بعد الحاضر: 4051 م - 4150 م
23. القرن 23 بعد الحاضر: 4151 م - 4250 م
24. القرن 24 بعد الحاضر: 4251 م - 4350 م
25. القرن 25 بعد الحاضر: 4351 م - 4450 م
26. القرن 26 بعد الحاضر: 4451 م - 4550 م
27. القرن 27 بعد الحاضر: 4551 م - 4650 م
28. القرن 28 بعد الحاضر: 4651 م - 4750 م
29. القرن 29 بعد الحاضر: 4751 م - 4850 م
30. القرن 30 بعد الحاضر: 4851 م - 4950 م
31. القرن 31 بعد الحاضر: 4951 م - 5050 م
32. القرن 32 بعد الحاضر: 5051 م - 5150 م
33. القرن 33 بعد الحاضر: 5151 م - 5250 م
34. القرن 34 بعد الحاضر: 5251 م - 5350 م
35. القرن 35 بعد الحاضر: 5351 م - 5450 م
36. القرن 36 بعد الحاضر: 5451 م - 5550 م
37. القرن 37 بعد الحاضر: 5551 م - 5650 م
38. القرن 38 بعد الحاضر: 5651 م - 5750 م
39. القرن 39 بعد الحاضر: 5751 م - 5850 م
40. القرن 40 بعد الحاضر: 5851 م - 5950 م
41. القرن 41 بعد الحاضر: 5951 م - 6050 م
42. القرن 42 بعد الحاضر: 6051 م - 6150 م
43. القرن 43 بعد الحاضر: 6151 م - 6250 م
44. القرن 44 بعد الحاضر: 6251 م - 6350 م
45. القرن 45 بعد الحاضر: 6351 م - 6450 م
46. القرن 46 بعد الحاضر: 6451 م - 6550 م
47. القرن 47 بعد الحاضر: 6551 م - 6650 م
48. القرن 48 بعد الحاضر: 6651 م - 6750 م
49. القرن 49 بعد الحاضر: 6751 م - 6850 م
50. القرن 50 بعد الحاضر: 6851 م - 6950 م
51. القرن 51 بعد الحاضر: 6951 م - 7050 م